# カルメル (装甲戦闘車両)
カルメル (英語: Carmel, ヘブライ語: כרמל)は、イスラエル国防省が主導して開発を進め将来的にイスラエル国防軍に配備される予定の、比較的小型軽量の装軌式装甲戦闘車両シリーズである。

## 概要
カルメルの開発計画は2012年頃から開始され、イスラエルの大手国防産業であるラファエル・アドバンスド・ディフェンス・システムズ、エルビット・システムズ、イスラエル・エアロスペース・インダストリーズの三社に対し技術デモンストレーターの開発が指示された。
2019年に各社の試作車両が公表され、国防省でテストが進められた結果、2021年10月にイスラエル・エアロスペース・インダストリーズ（IAI）がカルメル開発プログラムの主契約事業者として選定された事が発表された。

## 仕様
カルメルの特徴として、
- 人工知能、自律制御システムを活用し、2名の搭乗員で運用可能である。
- コンパクトで高機動、低価格でありながら高い生存性を持つ。
- 搭乗員は防護された車内から全く体を出すことなく、あらゆる任務を遂行できる。

といった点が挙げられる。
2019年に公表された三社の試作車はいずれもM113装甲兵員輸送車の車体をベースに開発されており、その車内に各社の持つ最新鋭の電子機器や光学機器を搭載したものであった。
エルビットシステムズの試作車両はF-35戦闘機用に開発されたものを発展させたヘッドマウントディスプレイを装着するコンセプトであったのに対し、ラファエルとIAIの試作車両は車内前方に設置された大型液晶ディスプレイと、2名の搭乗員の前にそれぞれ設置されたモニター画面で周囲の状況を視察できる思想であった。更に、IAIの車両の運転や武器の操作は、TVゲーム機のコントローラーのようなコンソールで行う思想になっていた。
この他、挙げられる仕様は以下のようなものである。
- モジュール式装甲
- アクティブ防護システムの搭載
- 装甲兵員輸送車型、偵察戦闘車、指揮車両型、などいくつかのバリエーション車種を持つ。
- 偵察戦闘車型の場合、30mm自動機関砲およびスパイク対戦車ミサイルを搭載する（サムソン RCWS-30相当の無人砲塔を搭載）。
- ハイブリッドシステム
- デジタル化された戦闘指揮システム、火器管制システム
- 攻撃ヘリコプターやUAVとのデータリンク
- 自動運転
- AIによる、脅威や高価値目標の自動検出
- 重量40トン未満